# Касимова, Фардуна Касимовна
Касимова, Фардуна Касимовна (9 июня 1934 год) — педагог, актриса

, режиссёр театра.
Профессор (1997). Заслуженный деятель искусств Башкирской АССР (1984), заслуженный работник высшей школы Российской Федерации (2003), заслуженный работник культуры Удмуртской Республики (2014). Член Союза театральных деятелей СССР (1961). Одна из ведущих специалистов в области подготовки актёров и режиссёров для театров Республики Башкортостан и России.

## Биография
Фардуна Касимовна Касимова родилась 9 июня 1934 года в селе Старобалтачево Балтачевского района Башкирской АССР.
В 1954 году окончила Старобалтачевскую среднюю школу. Группа молодежи: Г.Мубарякова, З.Атнабаева, Р.Каримова, Х.Яруллин, Ф.Касимова направлены в Москву для обучения в башкирской группе.
В 1959 году в Москве окончила Государственный институт театрального искусства (ГИТИС) им. А. В. Луначарского (курсы Б.В. Бибиков, О.И. Пыжова).
В 1959—1965 годах работала в Нальчике актрисой Кабардино‑Балкарского драматического театра имени Шогенцукова, сыграл главные роли в 27 спектаклях.
В 1965 году училась в аспирантуре на кафедре актёрского мастерства государственного института театрального искусства имени Луначарского.
С 1968 по 1971 год работала педагогом в Уфимском государственном институте искусств.
С 1971 по 1972 год работала на должности заведующей театральным отделом Уфимского училища искусств.
С 1972 года преподаватель в Уфимском государственном институте искусств. С 1982 по 1984 год она была деканом театрального факультета, а с 1997 по1999 год заведовала кафедрой мастерства актёра и режиссуры.
С 2008 по 2013 годах была заведующей кафедрой режиссуры Уфимской государственной академии искусств имени Загира Исмагилова.
В Балтачевском районе прошёл фестиваль театральных коллективов «Тамаша», посвященный призу Фардуны Касимовой[когда?].

## Известные ученики
З. Г. Баязитова (народный артист РБ), А. М. Кульбаева(Заслуженный артист РБ), А. М. Миназева, И. И. Газетдинова, Б. Н. Ибрагимов, И. Б. Калимуллин, О. Г. Мусина, А. В. Кузьменко, С. Ш. Курбангалиева, А. К. Сафиуллин, Х. Г. Утяшев, Р. Р. Фахруллина, О. З. Ханов Народные артисты Удмуртской Республики А. Д. Баймырҙин, Г. И. Бекманов, А. Я. Лазарева.

## Основные роли
- Варка («Несчастная любовь» по пьесе «Бесталанная» И. К. Карпенко-Карого; в 1959 году — дебютная роль, Башкирский государственный академический театр драмы);
- Маша («Ленинградский проспект» И. В. Штока)
- Беатриса («Дама-невидимка» П.Кальдерона);
- Валя («Платон Кречет» А. Е. Корнейчука) и другие.

## Постановки
- Салаватский государственный башкирский драматический театр Н. Асанбаева «Дикий дом» (1982);
- Туймазинский государственный татарский драматический театр А. «Ты моя любовь» по пьесе «Юлия» («Юлия») Бурака, 1996, «В ночь лунного затмения» (1997);
- Национальный молодёжный театр М. А. Michael Michael «Шаура» (2000) и др.

## Награды и премии
- Заслуженный деятель искусств Башкирской АССР (1984).
- Заслуженный работник высшей школы Российской Федерации (2003).
- Заслуженный работник культуры Удмуртской Республики (2014).
- Лауреат 1-й степени республиканского театрального фестиваля им. К. Тинчурина (Казань, 2000) — Оперы Мустая Карима «В ночь лунного затмения» кто поставил пьесу.
- Лауреат премии СТД России имени народного артиста СССР Михаила Царева (2007).

## Труды
- Касимова Ф. К. Организация творческого процесса студентов актёрского отделения. — Уфа, 1988.

## Семья
Сын: Айдар Акманов — сценарист.
Муж: Хазиев, Фангат Хаматович — доктор биологических наук, Заслуженный деятель науки Башкортостана.